# Wendelbergtunnel
Der Wendelbergtunnel ist ein 483 Meter langer, 1987 freigegebener, Straßentunnel der B 21 bzw. E 641 im kleinen deutschen Eck, der sich im Südwesten von Schneizlreuth kurz vor der Grenze zu Österreich auf deutschem Staatsgebiet befindet. Mit ihm umgeht die Bundesstraße seither die kurvige und steile Westrampe des Steinpasses, die insbesondere dem hohen LKW-Anteil am Verkehr nicht mehr gewachsen war. 

## Geographie

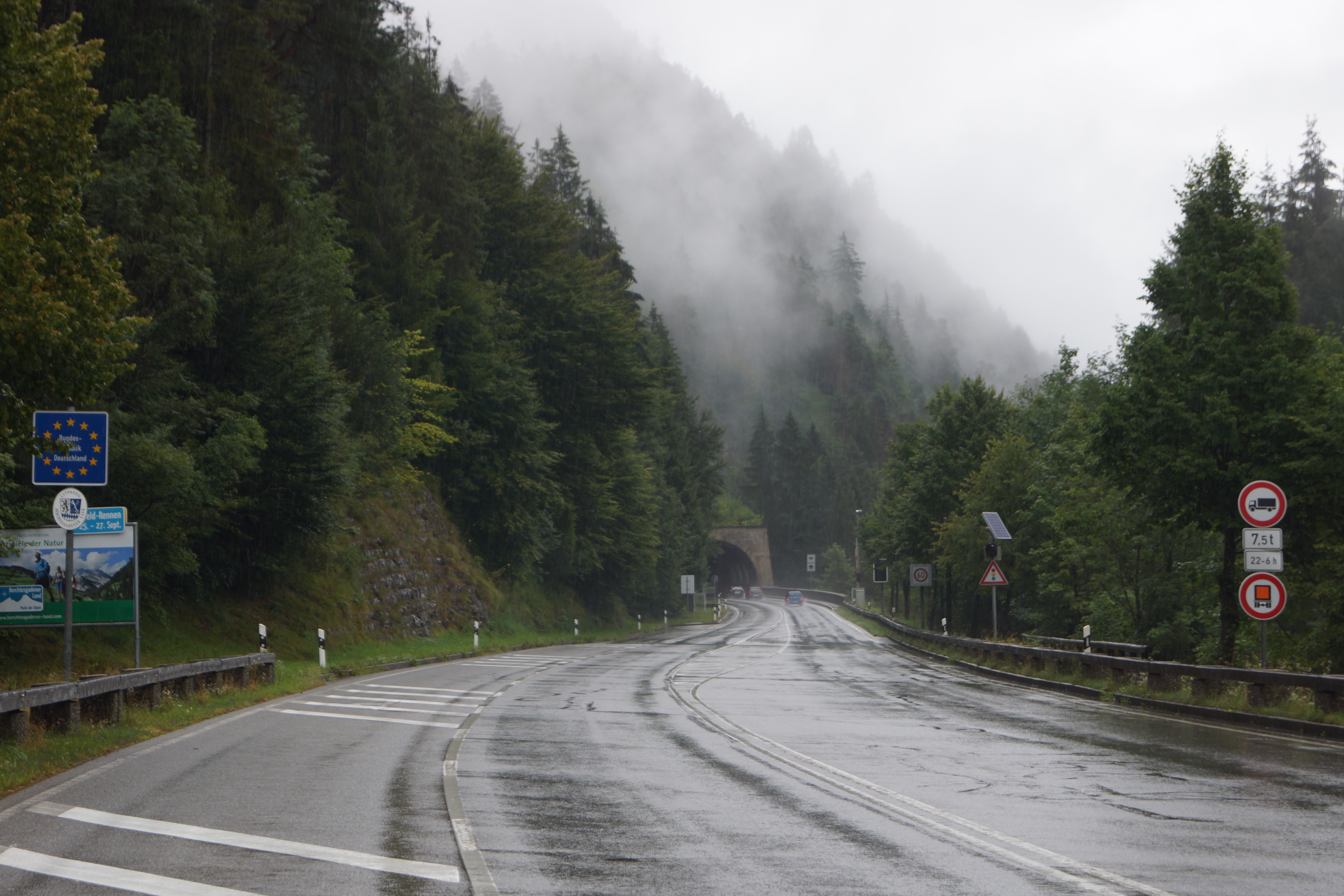
Südportal von der Landesgrenze gesehen.

Der Tunnel liegt im Südosten Bayerns nahe der Grenze zum Land Salzburg am Ostrand der Chiemgauer Alpen 370 m südöstlich des Steinpasses und führt durch die Südwestflanke des Wendelbergs. Er befindet sich (Luftlinie) 5,1 Kilometer östlich des Sonntagshorns und 1,8 Kilometer nördlich des Achhorns am Südende eines nordwestlichen Seitentals der Saalach zwischen den Ortschaften Schneizlreuth im Landkreis Berchtesgadener Land im Nordosten und Unken im Bezirk Zell am See im Südwesten. Nordwestlich des Tunnels liegt der Schneizlreuther Ortsteil Melleck.
Der Wendelbergtunnel ist Teil des verkehrsreichen kleinen deutschen Ecks. Vor dem Nordportal des Tunnels zweigt die alte über den Steinpass führende Trasse von der Bundesstraße nach Melleck ab, um unweit des Südportals, jedoch schon jenseits der Staatsgrenze wieder auf die neue Trasse zu treffen. In Österreich schließt sich die weiter in Richtung Süden führende B 178 an.

## Geschichte
Der Wendelbergtunnel wurde von 1985 bis 1987 zweispurig und einröhrig erbaut. In den Jahren 2005 und 2006 wurde eine Modernisierung des Tunnels zur Anpassung an die neuesten Sicherheitsstandards durchgeführt. 2015 hat die Gemeinde Schneizlreuth eine positive Stellungnahme zur beabsichtigten Errichtung eines Rettungsstollens durch das staatliche Bauamt abgegeben. Im Februar 2017 erfolgte der Tunnelanschlag hierfür. Der 291 m lange Rettungsstollen wird auf der Westseite der Bestandsröhre vom Nordportal her in bergmännischem Vortrieb erstellt. Über einen 15 m langem Querschlag wird dieser an den Straßentunnel angebunden. Seit Mai 2019 ist der Rettungsstollen fertiggestellt.